# Шанцер Станіслав Якович
Станіслав Якович Шанцер (1818—1876) — російський медик, автор низки наукових праць.

## Біографія
Станіслав Шанцер народився в 1818 році в селі Березі (Brzoza) Опоченського повіту Радомської губернії Російської імперії. Вищу освіту здобув на медичному факультеті Віленського університету, курс якого закінчив у 1842 році.

### Медична діяльність
Медичну практику Станіслав Якович Шанцер розпочав у місті Бендзин Петроковської губернії. Тут, завдяки його старанням, були облаштовані сільські та пересувні аптеки й організовані правильні роз'їзди лікарів, що мали на меті зробити медичну допомогу більш доступною для численних фабричних і сільськогосподарських робітників району. Одночасно з цим, Шанцер розробив і представив на розсуд вищих медичних органів проект відкриття міських лікарень і лікарень у всьому краї.
У 1849 році С. Я. Шанцер переїхав на проживання до міста Пйотркув-Трибунальський (пол. Piotrków Trybunalski), де здобув собі незабаром широку популярність як уважний і добросовісний лікар.

### Наукові праці
Велика лікарська практика не заважала йому займатися і науковою роботою: за час перебування в Пйотркув-Трибунальському він написав кілька цінних статей з медицини, які були опубліковані в «Tygodniku Lekarskim» і «Gazecie Lekarskiej».
Найбільшу популярність серед наукових праць отримали його дослідження про гарячки («Febris intermittens depuratoria. Ecclampsio. Taenia»), також «Vaginismus» і «Про обрізання в ізраїльтян» («Circumcisio judaeorum»). Крім того, Шанцер залишив у вигляді рукопису «Курс гігієни», який він викладав у приватному Усенському пансіоні, і реферат «Про купання» 1875 року написання.
Станіслав Якович Шанцер помер в місті Пйотркув-Трибунальський 21 травня 1876 року.